# 아킬레 마제로니
아킬레 마제로니(Achille Majeroni, 1881년 8월 24일 ~ 1964년 10월 12일) 시칠리아 시라쿠사에서 아킬레 마제로니와 두 번째 부인 그라치오사 비네티의 아들로 태어난 그는 12살에 마라치-딜리전티 컴퍼니를 통해 무대에 데뷔했다. 이후 셰익스피어 작품을 전문으로 하는 자신의 회사를 설립했다. 1913년부터 1964년까지 73편의 영화에 출연했으며, 특히 펠리니의 <이 비텔로니>에서 늙은 코미디언 역을 맡았다.
1964년 로마에서 사망하였다.

## 영화
- 디 에이프 우먼 (1964년)
- 일 비알레 델라 스페란자 (1953년)
- 비텔로니 (1953년)
- 아이들이 우리를 보고 있다 (1944년)
- 수녀원의 가리발디 병사 (1941년)
- 만인의 연인 (1934년)